# Platycoelia cochabambensis
Platycoelia cochabambensis är en skalbaggsart som beskrevs av Smith 2009. Platycoelia cochabambensis ingår i släktet Platycoelia och familjen Rutelidae. Inga underarter finns listade i Catalogue of Life.